# Pla
|  | Per a altres significats, vegeu «Pla (desambiguació)». |

Representació isomètrica de la intersecció de dos plans perpendiculars a l'espai tridimensional.

En matemàtiques un pla és una superfície imaginària de dues dimensions, infinita i sense curvatura. És un dels elements bàsics de la geometria. Juntament amb el punt i la recta és un dels tres conceptes fonamentals de la geometria clàssica. Els plans són infinits i es poden definir mitjançant:
- Tres punts no alineats.
- Una recta i un punt que no pertany a aquesta recta.
- Dues rectes que s'intersecten.
- Dues rectes paral·leles.

Els plans se solen anomenar amb lletres de l'alfabet grec.
En un sistema de coordenades cartesianes, un punt del pla queda determinat per un parell ordenat, anomenats abscissa' i ordenada del punt. Mitjançant aquest procediment, a tot punt del pla corresponen sempre dos nombres reals ordenats (abscissa i ordenada), i recíprocament, a un parell ordenat de nombres correspon un únic punt del pla. Conseqüentment, el sistema cartesià estableix una correspondència biunívoca entre un concepte geomètric com és el dels punts del pla i un concepte algebraic com són els parells ordenats de nombres. A coordenades polars, per un angle i una distància. Aquesta correspondència constitueix el fonament de la geometria analítica.
L'àrea és una mesura d'extensió d'una superfície, o d'una figura geomètrica plana, expressada en unitats de mesura anomenades unitats de superfície. Per a superfícies planes el concepte és més intuïtiu. Qualsevol superfície plana de costats rectes, per exemple un polígon, pot triangular triangular i es pot calcular la seva àrea com a suma de les àrees d'aquests triangles. Ocasionalment s'usa el terme "àrea" com a sinònim de superfície, quan no hi ha confusió entre el concepte geomètric en si mateix (superfície) i la magnitud mètrica associada al concepte geomètric (àrea).

## Equacions del pla
Per a determinar un pla matemàticament sempre són necessaris dos vectors (linealment independents) i un punt:
Punt P = (x0, y0, z0)

Vector u = (a1, b1, c1)

Vector v = (a₂, b₂, c₂)

Per a expressar el pla definit per aquests elements hi ha diverses formes:
1. Equació vectorial
2. Equacions paramètriques
3. Equació general
4. Equació canònica

### Equació vectorial
L'equació vectorial del pla és la més simple i directa i té la forma:
| {\displaystyle (x,y,z)=(x_{0},y_{0},z_{0})+m(a_{1},b_{1},c_{1})+n(a_{2},b_{2},c_{2})\,\!} |

### Equacions paramètriques
Les equacions paramètriques són el resultat de separar l'equació vectorial, deixant els tres components {\displaystyle (x,y,z)} aïllats amb els seus components del punt i dels vectors.
{\displaystyle {\begin{cases}x=x_{0}+ma_{1}+na_{2}\\y=y_{0}+mb_{1}+nb_{2}\\z=z_{0}+mc_{1}+nc_{2}\end{cases}}}

### Equació general o cartesiana
És la forma més usada per a expressar un pla, ja que resulta més simple d'usar per a resoldre sistemes de plans i rectes posteriorment. Aquesta és el resultat d'igualar a zero el determinant compost pel punt X = (x, y, z) i dos dels vectors del pla:

{\displaystyle {\begin{vmatrix}(\mathbf {X} -\mathbf {P} )\\\mathbf {u} \\\mathbf {v} \end{vmatrix}}=0\rightarrow {\begin{vmatrix}x-x_{0}&y-y_{0}&z-z_{0}\\a_{1}&b_{1}&c_{1}\\a_{2}&b_{2}&c_{2}\end{vmatrix}}=0\rightarrow Ax+By+Cz+D=0}
o també disposant els elements de la següent forma:

{\displaystyle {\begin{vmatrix}(\mathbf {X} -\mathbf {P} )&\mathbf {u} &\mathbf {v} \end{vmatrix}}=0\rightarrow {\begin{vmatrix}x-x_{0}&m_{x}&n_{x}\\y-y_{0}&m_{y}&n_{y}\\z-z_{0}&m_{z}&n_{z}\end{vmatrix}}=0\rightarrow Ax+By+Cz+D=0}

### Equació canònica o segmentària
L'equació segmentària del pla es forma a partir de la cartesiana. És el resultat de passar el terme independent {\displaystyle D} a l'altra banda de la igualtat i dividir tots els termes per {\displaystyle -D} (deixant el terme independent igualat a 1), per posteriorment, passar els termes A, B i C a dividir el {\displaystyle -D} a sota de la fracció. Així, la forma final de l'equació, és:
{\displaystyle {\frac {x}{\frac {-D}{A}}}+{\frac {y}{\frac {-D}{B}}}+{\frac {z}{\frac {-D}{C}}}=1}

## Posició relativa de 2 plans
Dos plans en l'espai poden tenir tres posicions relatives. Poden ser coincidents, paral·lels o secants.

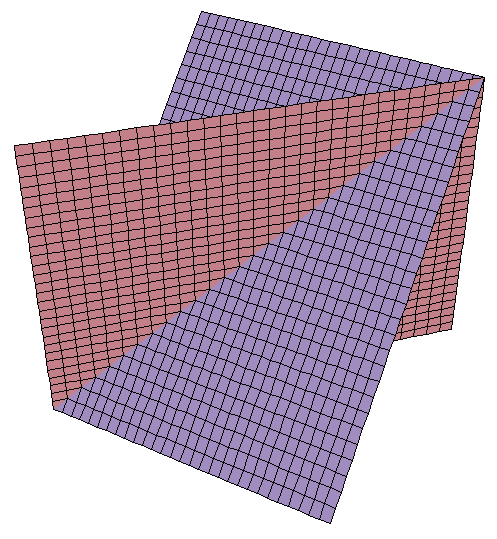
Representació de dos plans, amb una posició relativa secant, determinant una recta al tallar-se.

### Plans coincidents
Dos plans són coincidents quan ambdós plans tenen els seus vectors normals de la mateixa direcció i tenen el mateix punt P, de manera que en el pla general:
{\displaystyle {\frac {A}{A'}}={\frac {B}{B'}}={\frac {C}{C'}}={\frac {D}{D'}}}

### Plans paral·lels
Dos plans són paral·lels quan ambdós plans tenen els seus vectors normals de la mateixa direcció però tenen un punt P diferent, de manera que en el pla general:
{\displaystyle {\frac {A}{A'}}={\frac {B}{B'}}={\frac {C}{C'}}\;\neq {\frac {D}{D'}}}

### Plans secants
Dos plans són secants quan ambdós plans tenen els seus vectors normals de diferent direcció, de manera que en el pla general:
{\displaystyle {\frac {A}{A'}}\;\neq {\frac {B}{B'}}}
Els plans secants al tallar-se determinen una recta.

## Posició relativa de 3 plans[1]
Per considerar quina posició relativa tenen 3 plans, estudiem la compatibilitat del sistema format per 3 plans en forma d'equació: 
{\displaystyle \pi _{1}=A_{x}+B_{y}+C_{z}=D}
{\displaystyle \pi _{1}=A'_{x}+B'_{y}+C'_{z}=D'}
{\displaystyle \pi _{1}=A''_{x}+B''_{y}+C''_{z}=D''}
Es poden presentar els casos següents:
Rang A = rang A' = 1
Si el rang de A = rang de A' = 1, el sistema és compatible indeterminat amb dos graus de llibertat. Els nombres que formen les tres files de les matrius A i A' són proporcionals i, per tant, són coincidents. Els vectors associats respectius són linealment dependents.
{\displaystyle \pi _{1}=\pi _{2}=\pi _{3}}
Rang A = 1 i rang A' = 2
Si el rang de A = 1 i el rang de A' = 2, el sistema és incompatible. Els tres plans no tenen cap punt en comú. Com que el rang de A = 1 i el rang de A' = 2, com a mínim aquests dos seran paral·lels, el tercer pot ser paral·lel o coincident amb algun dels altres dos. Per saber quina de les dos opcions és cal analitzar la condició de paral·lelisme per cada parell de plans.
Rang A = rang A' = 2
Si el rang de A = rang de A' = 2, el sistema és compatible indeterminat amb un grau de llibertat. Els tres plans tenen infinits punts en comú que es pot determinar amb una recta, ja que la solució general d'aquest sistema expressada en funció d'un paràmetre ens dona l'equació vectorial d'una recta.
Rang A = 2 i rang A' = 3
Si el rang de A = 2 i rang de A' = 3, el sistema és incompatible. Els tres plans no tenn cap punt en comú. Com el rang de A = 2, dos dels plans es tallen segons una recta. El tercer pla pot ser paral·lel a un d'ells o determinar una altra recta, en aquest cas els plans serien secants dos a dos.
Rang A = rang A' = 3
Si el rang de A = rang de A' = 3, el sistema és compatible determinat. Els tres plans tenen un únic punt en comú i la solució del sistema són les coordenades d'aquest punt.

## Vector associat a un pla
El vector {\displaystyle w} compost pels components (A, B i C) és un vector perpendicular al pla d'equació {\displaystyle Ax+By+Cz+D=0}. Aquest vector s'anomena vector associat o normal del pla i s'usa molt sovint per a la resolució de distàncies i angles entre elements geomètrics. 

L'equació general d'un pla queda doncs determinada per un vector {\displaystyle w} associat i per un punt {\displaystyle M}, ja que el vector associat determina els coeficients A, B i C de l'equació i les coordenades del punt permeten trobar el valor del terme independent D, mitjançant una simple substitució. Amb el vector associat es pot trobar l'equació d'un pla perpendicular a una recta i també l'equació d'una recta perpendicular amb un pla.

A més a més el vector associat a un pla és un vector orientador del pla perpendicular.